# Floresta de Hürtgen

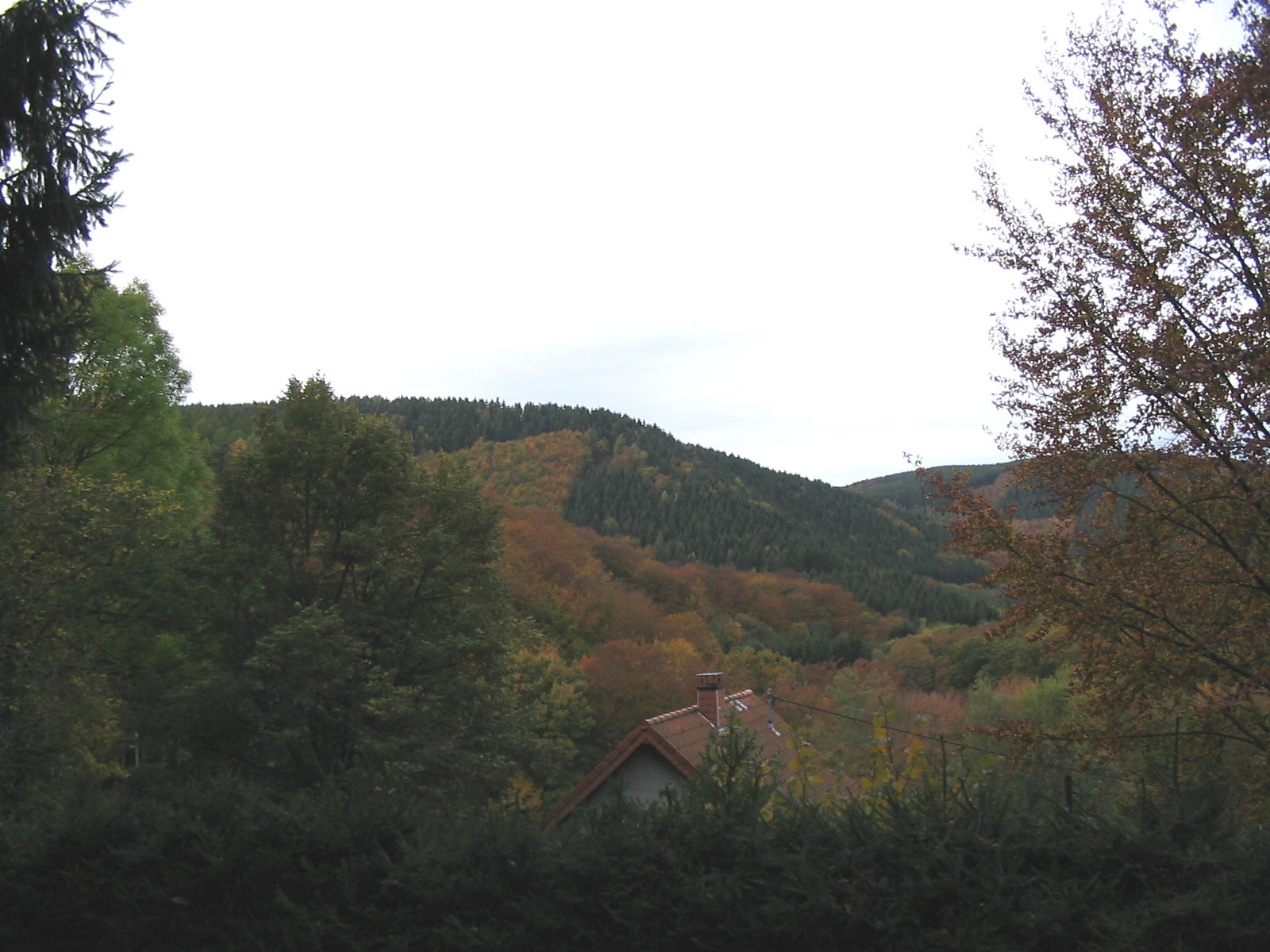
Vista da Floresta de Hürtgen.

A Floresta de Hürtgen (também escrita como Floresta de Huertgen; em alemão:  Hürtgenwald) é localizada ao longo da fronteira entre a Bélgica e a Alemanha.
É formada por um trângulo entre Aachen, Monschau, e Düren. O rio Rur corre ao longo da floresta.